# Zagore
Zagore (bulgariska: Загоре) är ett distrikt i Bulgarien.   Det ligger i kommunen Obsjtina Stara Zagora och regionen Stara Zagora, i den centrala delen av landet, 200 km öster om huvudstaden Sofia.
Trakten runt Zagore består till största delen av jordbruksmark. Runt Zagore är det ganska tätbefolkat, med 104 invånare per kvadratkilometer.